# Marisa Matias

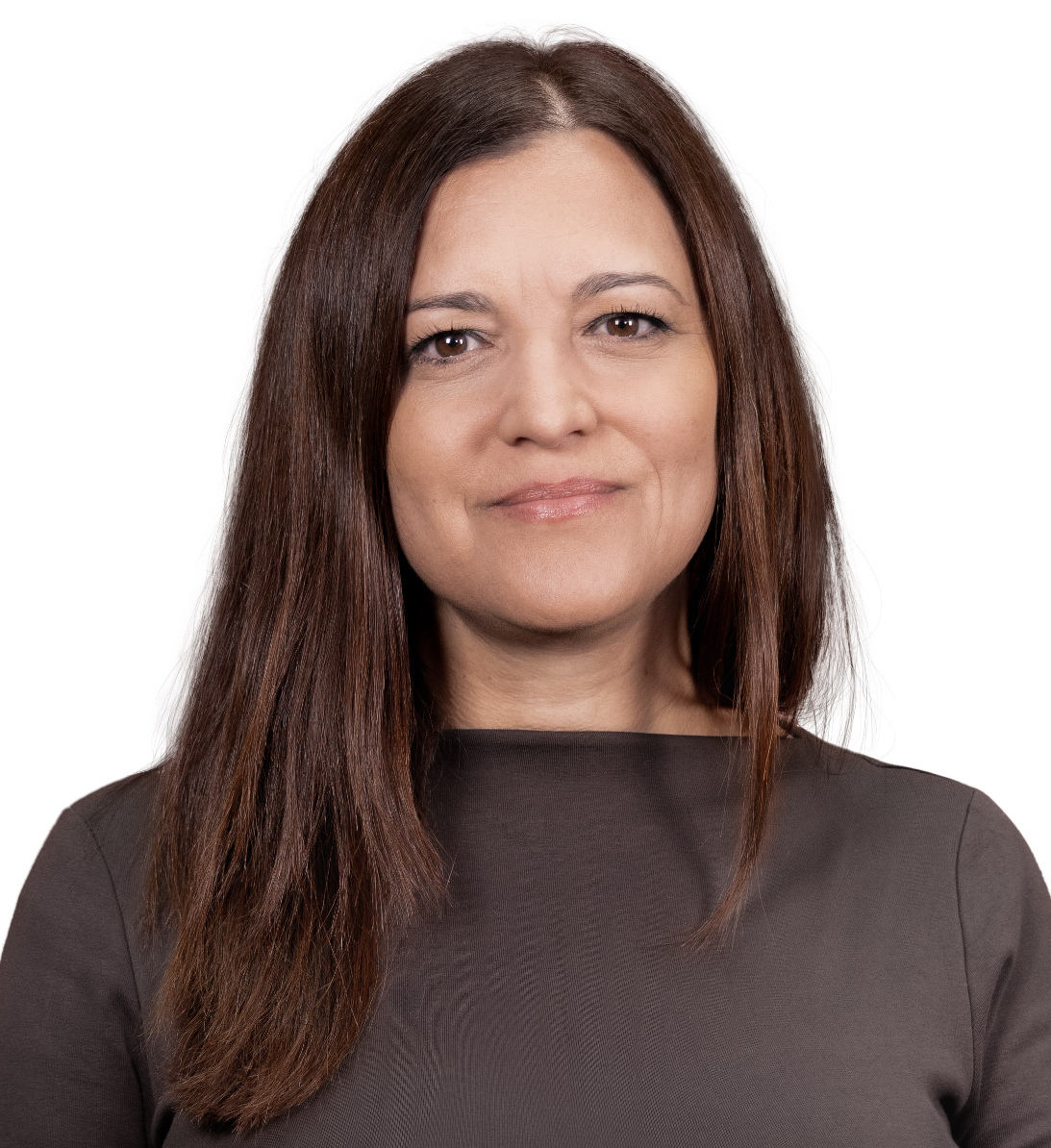
Marisa Matias (2024)

Marisa Isabel dos Santos Matias, kurz Marisa Matias (* 20. Februar 1976 in Coimbra), ist eine portugiesische Politikerin des Bloco de Esquerda. Matias war von 2009 bis 2024 Mitglied des Europäischen Parlaments als Teil der Konföderalen Fraktion der Vereinten Europäischen Linken/Nordische Grüne Linke. Sie wurde drei Mal (2009, 2014 und 2019) ins Europaparlament gewählt. Seit 2024 ist sie Mitglied der Assembleia da República.

## Leben

### Ausbildung und akademische Karriere
Matias promovierte an der Universität Coimbra in Soziologie und legte dort in diesem Fach auch ein Aufbaustudium und den Hochschulabschluss ab. Ihre Kerngebiete sind Umweltmedizin, Wissenschafts-, Gesundheits- und politische Soziologie. Sie veröffentlichte mehrere wissenschaftliche Artikel, Bücherkapitel und andere nationale und internationale Publikationen zu den Beziehungen zwischen Umwelt und Volksgesundheit, Wissenschaft und Wissen sowie zu Demokratie und Bürgergesellschaft und arbeitete als Ausbilderin und Lehrerin an mehreren Studiengängen und Postgraduierten-Programmen mit.
Matias war zunächst Forschungsassistentin, später Forscherin am Zentrum für Sozialwissenschaften der Universität Coimbra. Des Weiteren war sie zwischenzeitlich als Lehrerin für Soziologie und andere Fächer an mehreren Schulen sowie als Redaktionssekretärin der Revista Crítica de Ciências Sociais tätig.

### Politisches Engagement

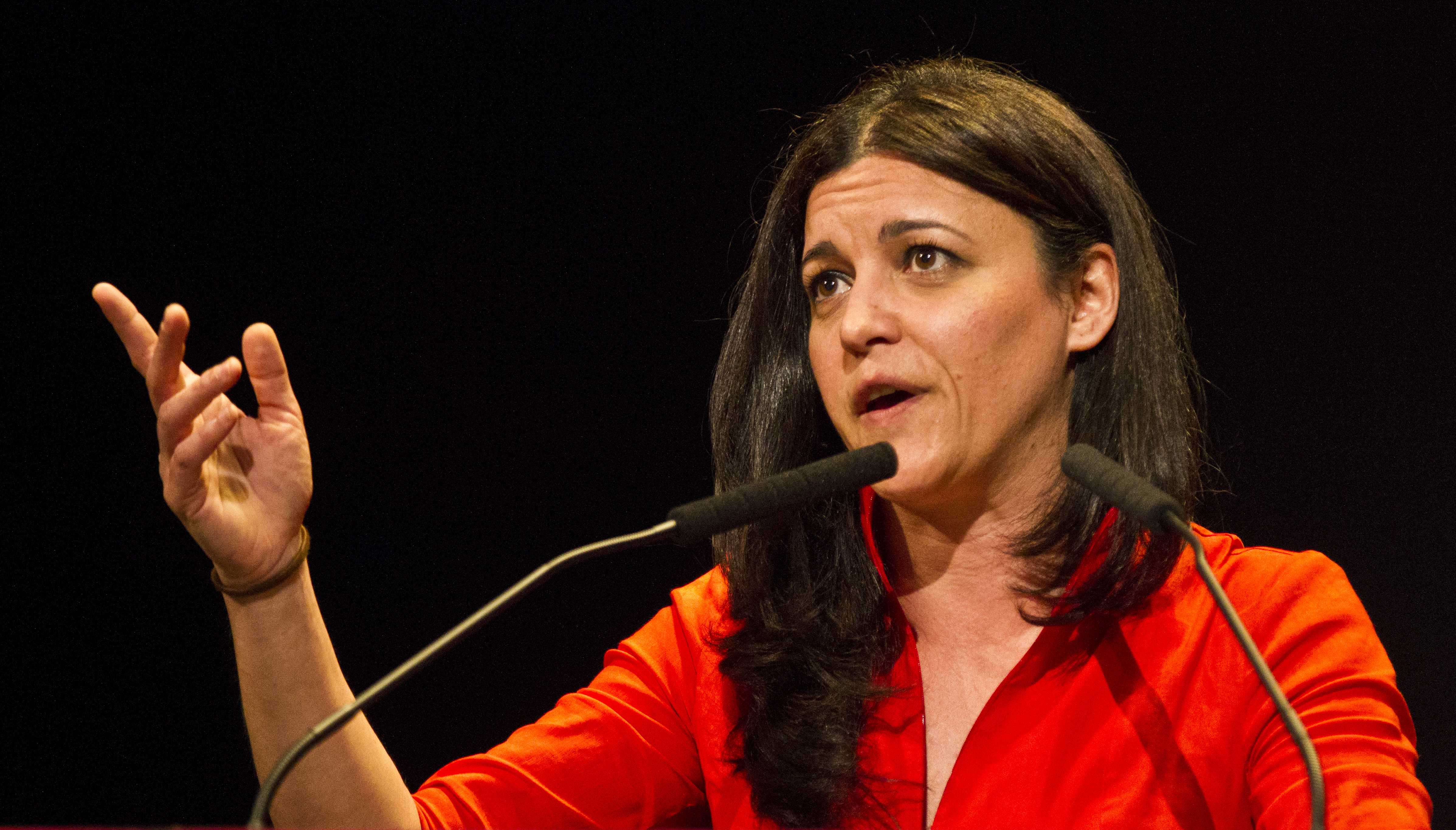
Marisa Matias (2015)

Matias gehört der nationalen Leitung des Bloco de Esquerda an. Sie ist Mitglied der Direktion von Pro-Urbe, einer Bürgerinitiative in Coimbra und nationale Beauftragte der Bewegung Cidadania e Responsabilidade pelo Sim, welche im Rahmen des nationalen Referendums für die Straffreiheit von Abtreibungen in Portugal durchgeführt wurde. 2005 war sie bei den Wahlen zum Stadtrat von Coimbra Spitzenkandidatin der Liste ihrer Partei. Bei den Präsidentschaftswahlen 2016 bekam Marisa Matias 10,12 % der Stimmen. Für die Präsidentschaftswahlen am 21. Januar 2021 kandidierte sie erneut.

### Einzug und Wiederwahl ins Europaparlament
Für die Europawahl 2009 nominierte ihre Partei, der Bloco de Esquerda, Matias auf Platz 2 hinter Miguel Portas. Der Bloco de Esquerda gewann deutlich an Stimmen und stellte drei Abgeordneten – Portas, Matias sowie Rui Tavares. Die drei Abgeordneten traten der Konföderalen Fraktion der Vereinten Europäischen Linken/Nordische Grüne Linke bei. In der Legislaturperiode (2009–2014) war Matias für ihre Fraktion Mitglied im Ausschuss für Industrie, Forschung und Energie, sowie stellvertretendes Mitglied im Ausschuss für Umweltfragen, öffentliche Gesundheit und Lebensmittelsicherheit und im Ausschuss für Wirtschaft und Währung (2012–2014). In der zweiten Hälfte der Legislatur wählten ihre Fraktionskolleginnen und -kollegen Matias in den Vorstand der Fraktion.
Für die darauffolgende Europawahl im Jahr 2014 nominierte ihre Partei sie auf den ersten Platz, nachdem ihr Parteifreund Miguel Portas 2012 verstorben war. Der Bloco de Esquerda verlor deutlich an Stimmen, sodass Matias als einzige Abgeordnete ihre Partei einzog. In der Legislatur von 2014 bis 2019 trat sie erneut der Konföderalen Fraktion der Vereinten Europäischen Linken/Nordische Grüne Linke bei, in dessen Fraktionsvorstand sie auch direkt gewählt wurde. Für die Fraktion war sie Mitglied im Ausschuss für Wirtschaft und Währung sowie stellvertretendes Mitglied im Ausschuss für Industrie, Forschung und Energie. Matias war zudem Mitglied im Sonderausschuss zu Steuervorbescheiden und anderen Maßnahmen ähnlicher Art oder Wirkung (TAXE 2).
Für die Europawahl 2019 trat Matias erneut als Spitzenkandidatin an. Der Bloco de Esquerda gewann zwei Mandate, Matias und ihr Parteifreund José Gusmão zogen ein und traten erneut der Konföderalen Fraktion der Vereinten Europäischen Linken/Nordische Grüne Linke bei, Matias wurde zur stellvertretenden Vorsitzenden der Fraktion gewählt. In der 9. Legislatur war Matias Mitglied im Ausschuss für Industrie, Forschung und Energie sowie im Unterausschuss für Menschenrechte. Im Ausschuss für auswärtige Angelegenheiten fungierte sie als stellvertretendes Mitglied. Am 25. März 2024 legte sie im Zuge ihrer Wahl ins portugiesische Parlament ihr Mandat im Europaparlament nieder. Für sie rückte Anabela Rodrigues nach.

### Einzug ins portugiesische Parlament
Bei der Parlamentswahl in Portugal 2024 wurde Matias in die Assembleia da República gewählt.